# Insediamento (Slovenia)
Un insediamento (in sloveno naselje; pl. naselja) nella geografia amministrativa slovena, è una delle entità nelle quali è suddiviso il territorio della Slovenia, comparabile alla frazione comunale italiana.
Gli insediamenti formano le unità demografiche simili alle località abitate dell'Italia, non sono enti territoriali locali e non hanno la personalità giuridica, fanno sempre parte di un comune.
Vengono suddivisi tra insediamenti rurali e urbani, separati per dimensione e popolazione. 
Dal 2006 il governo sloveno può concedere lo status di città sulla base di dimensione, struttura economica, popolazione, densità di popolazione e sviluppo storico.
Al 1º gennaio 2016 la Slovenia conta 6 035 insediamenti. Il numero maggiore di insediamenti si trova nella città di Krško (158), mentre invece comuni come Ancarano, Kobilje, Odranci e Trzin ne hanno solo uno. L'ultimo insediamento istituito è Gorica na Medvedjeku nel comune di Trebnje, creato nel 2013.